# Stefan Kozlov
Stefan Kozlov (ur. 1 lutego 1998 w Skopju) – amerykański tenisista macedońskiego pochodzenia. Finalista juniorskich wielkoszlemowych turniejów Australian Open 2014 oraz Wimbledonu 2014 w grze pojedynczej, a także Wimbledonu 2014 w grze podwójnej.

## Kariera tenisowa
Najwyżej sklasyfikowany w rankingu ATP w singlu był na 103. miejscu (18 lipca 2022).
W 2014 roku otrzymał dziką kartę podczas US Open zarówno w grze podwójnej, w której wystartował z Noahiem Rubinem, jak i w grze mieszanej, gdzie jego partnerką była Christina McHale.

### Historia występów w juniorskim Wielkim Szlemie w singlu
| Turniej         | 2012 | 2013 | 2014 |
| --------------- | ---- | ---- | ---- |
| Australian Open | A    | A    | F    |
| French Open     | A    | 2R   | QF   |
| Wimbledon       | 2R   | QF   | F    |
| US Open         | 3R   | 1R   | QF   |

### Historia występów w juniorskim Wielkim Szlemie w deblu
| Turniej         | 2012 | 2013 | 2014 |
| --------------- | ---- | ---- | ---- |
| Australian Open | A    | A    | QF   |
| French Open     | A    | A    | SF   |
| Wimbledon       | 2R   | 1R   | F    |
| US Open         | 1R   | 1R   | 2R   |

### Finały juniorskich turniejów wielkoszlemowych

#### Gra pojedyncza (0–2)
| Legenda               |
| Australian Open (0–1) |
| French Open (0-0)     |
| Wimbledon (0–1)       |
| US Open (0–0)         |

| Wygrane według nawierzchni |
| Twarda (0–1)               |
| Ceglana (0-0)              |
| Trawiasta (0–1)            |
| Dywanowa (0–0)             |

| Końcowy wynik | Rok  | Turniej         | Nawierzchnia | Przeciwnik       | Wynik finału  |
| Finalista     | 2014 | Australian Open | Twarda       | Alexander Zverev | 3:6, 0:6      |
| Finalista     | 2014 | Wimbledon       | Trawiasta    | Noah Rubin       | 4:6, 6:4, 3:6 |

#### Gra pojedyncza (0–1)
| Legenda               |
| Australian Open (0–0) |
| French Open (0–0)     |
| Wimbledon (0–1)       |
| US Open (0–0)         |

| Wygrane według nawierzchni |
| Twarda (0–0)               |
| Ceglana (0–0)              |
| Trawiasta (0–1)            |
| Dywanowa (0–0)             |

| Końcowy wynik | Rok  | Turniej   | Nawierzchnia | Partner        | Przeciwnicy                 | Wynik finału  |
| Finalista     | 2014 | Wimbledon | Trawiasta    | Andriej Rublow | Orlando Luz Marcelo Zormann | 4:6, 6:3, 6:8 |